# Liga ACB
Liga ACB este primul eșalon valoric al baschetului masculin spaniol. A fost fondată în 1957, sub numele de Liga Nacional, an în care titlul a fost cucerit de Real Madrid. Liga și-a schimbat numele începând cu sezonu 1983-1984, după ce Asociación de Clubs de Baloncesto (ACB) a luat controlul asupra sa. În prezent, anul 2014, divizia  numără 18 echipe. Sezonul regulat începe în octombrie și se termină în iunie. 
Fiecare echipă dispută câte două meciuri împotriva celorlalte, în sistem tur-retur, parcurs denumit sezon regulat. La sfârșitul sezonului regulat, primele opt echipe se califică pentru play-off, unde echipa de pe primul loc va înfrunta echipa de pe locul opt, echipa de pe locul doi va înfrunta echipa de pe locul șapte, șamd. Toate partidele se dispută în sistem "cel mai bun din 5 meciuri". Echipele clasate pe ultimele două locuri în sezonul regulat retrogradează în LEB Oro.
Un standard important al divziei este că toate echipele trebuie să aibă o sală de minimum 5.000 de locuri.

## Campioni
Cel mai de succes club este Real Madrid cu 31 de titluri. În ultimii ani, FC Barcelona și Real Madrid și-au împărțit titlurile de campioană. 
- Real Madrid (31): 1957, 1958, 1959–60, 1960–61, 1961–62, 1962–63, 1963–64, 1964–65, 1965–66, 1967–68, 1968–69, 1969–70, 1970–71, 1971–72, 1972–73, 1973–74, 1974–75, 1975–76, 1976–77, 1978–79, 1979–80, 1981–82, 1983–84, 1984–85, 1985–86, 1992–93, 1993–94, 1999–2000, 2004–05, 2006–07, 2012–13

- FC Barcelona (17): 1958–59, 1980–81, 1982–83, 1986–87, 1987–88, 1988–89, 1989–90, 1994–95, 1995–96, 1996–97, 1998–99, 2000–01, 2002–03, 2003–04, 2008–09, 2010–11, 2011–12

- BC Joventut Badalona (4): 1966-1967, 1977-1978, 1990-1991, 1991-1992

- Laboral Kutxa Baskonia (3) : 2001-2002, 2007-2008, 2009-2010

- CB Malaga (1): 2005-2006

- Bàsquet Manresa (1): 1997-1998